# Кошка Блейз
Ко́шка Блейз (яп. ブレイズ・ザ・キャット Бурэйдзу дза Кятто, англ. Blaze the Cat) — персонаж видеоигр и комиксов серии Sonic the Hedgehog. Как игровой персонаж, Блейз впервые появилась в игре Sonic Rush и удостоилась положительных оценок критиков.

## Особенности и характер
Блейз — 14-летняя антропоморфная кошка фиолетового цвета. В обычном состоянии она сдержана и застенчива, но когда начинает выходить из себя, становится жестокой. Она любит быть в компании своих друзей, хотя и не легка в общении с ними. Блейз наслаждается своей ролью принцессы, которая обязана охранять Сол Изумруды — противоположность Изумрудов Хаоса, которые защищает ехидна Наклз. Блейз также может использовать эти изумруды, чтобы достичь своей «супер-формы» — Burning Blaze (рус. Пылающая Блейз, Пламенная Блейз), аналогично супер-форме ежа Соника. Блейз является весьма своенравной кошкой, но может быть доброй и сочувствующей.

## Появления в играх
Дебют Блейз состоялся в игре Sonic Rush, первой игре, выпущенной для приставки Nintendo DS. Блейз, наряду с ежом Соником, была главной героиней в игре. Она объединилась с Соником и крольчихой Крим для борьбы против доктора Эггмана и Эггмана Нега. Приняв супер-форму, она вместе с Супер Соником останавливает Эггмана. Затем они разлучаются, пожав друг другу руки, и Блейз возвращается к своей обычной жизни.
Следующей игрой, в которой Блейз появилась как игровой персонаж, была Sonic Rush Adventure, вторая игра, выпущенная для Nintendo DS. Она останавливает Капитана Вискерса, робота-пирата, от кражи мистического, украшенного драгоценными камнями Скипетра, с помощью которого можно управлять геологической активностью её мира. Блейз сталкивается с Соником, оба они оказываются удивлены и немного взволнованы тем, что видят друг друга снова. В конце, лис Тейлз создаёт путь, по которому они с Соником собираются вернуться в свой мир. Перед расставанием, Соник и Блейз обмениваются рукопожатием ещё раз, чтобы показать взаимное уважение и их растущую дружбу.
Как партнёр ежа Сильвера, Блейз появлялась в юбилейной к 15-летию серии про ежа Соника Sonic the Hedgehog для Xbox 360 и PlayStation 3. Полноценным игровым персонажем она была также в Sonic Riders: Zero Gravity и Sonic Free Riders. Также присутствует в Sonic and the Black Knight и Sonic Generations, последняя из которых была юбилейной к 20-летию серии про Соника.

## Появления в комиксах
Дебют Блейз состоялся в комиксах Sonic the Hedgehog, как адаптация к игре Sonic Rush.
Позже, Блейз появилась в первом номере Sonic Universe, где она помогает ежу Шэдоу уплывать по морю от настигающего их Метал Соника. Блейз снова появилась в № 21-24 этих комиксов как член Команды Роуз.

## Критическое восприятие
Появившись впервые в игре Sonic Rush, кошка Блейз сразу заработала положительные отзывы игровых критиков. Играя ещё в демонстрационную версию Sonic Rush на выставке Tokyo Game Show 2005, журналисты сайта IGN отметили, что Блейз, будучи второстепенным персонажем, легко вписывается в роль игрового напарника для главного героя Соника — равносильно персонажам Тейлзу и Наклзу. В Sonic Rush и её продолжении Sonic Rush Adventure критикам понравились динамичный стиль игры и похожие на танец телодвижения Блейз, делающие её гораздо более быстрой, чем другие персонажи второго плана в серии Sonic the Hedgehog; в то же время, такой скоростной стиль осуждался как во многом заимствованный у Соника, в связи с чем оба персонажа лишь внешне существенно отличались друг от друга. Тем не менее, кошку Блейз называют одним из самых сложных и многогранных персонажей серии Sonic the Hedgehog, а также просто хорошим пополнением героев игровой вселенной.